# 岸野文郎
岸野 文郎（きしの ふみお、1946年 - ） は、日本の情報工学者。大阪大学名誉教授。大阪大学サイバーメディアセンター長や、日本バーチャルリアリティ学会会長を務めた。

## 人物・経歴
三重県出身。三重県立津高等学校を経て、1969年名古屋工業大学工学部電子工学科卒業。1971年名古屋工業大学大学院電子工学専攻修士課程修了、日本電信電話公社電気通信研究所画像通信研究部研究員。1987年日本電信電話ヒューマンインタフェース研究所主幹研究員。1989年国際電気通信基礎技術研究所通信システム研究所知能処理研究室室長。1995年名古屋工業大学より博士（工学）の学位を取得。
1996年大阪大学大学院工学研究科教授。1999年ヒューマンインタフェース学会副会長。2000年電子情報通信学会ヒューマンコミュニケーショングループ運営委員長。2001年映像情報メディア学会評議員。2002年大阪大学大学院情報科学研究科教授、日本バーチャルリアリティ学会副会長。2003年大阪大学サイバーメディアセンター長、大阪大学評議員。
2006年日本バーチャルリアリティ学会会長。2010年関西学院大学理工学部教授、大阪大学名誉教授。2015年関西学院大学感性価値創造研究センター客員教授。日本バーチャルリアリティ学会特別顧問、日本バーチャルリアリティ学会フェロー、一般財団法人関西情報センター評議員、大阪三重県人会顧問、津高大阪同窓会会長なども歴任した。ユーザインタフェース、バーチャルリアリティ、認知科学専攻。

## 受賞歴
- テレビジョン学会丹羽高柳賞論文賞 1993年[3]
- 人工知能学会研究奨励賞 1994年[3]
- 電子情報通信学会論文賞 1997年[3]
- 情報処理学会インタラクション2002 インタラクティブ優秀発表賞[3]